# Трептени (Олт)
Трептени (рум. Trepteni) насеље је у Румунији у округу Олт у општини Витомирешти. Oпштина се налази на надморској висини од 244 m.

## Становништво
Према подацима из 2002. године у насељу је живело 433 становника, од којих су сви румунске националности.